# Liste der Monuments historiques in Donnezac
Die Liste der Monuments historiques in Donnezac führt die Monuments historiques in der französischen Gemeinde Donnezac auf.

## Liste der Bauwerke
| Bezeichnung              | Beschreibung   | Standort | Kennzeichnung | Schutzstatus | Datum | Bild |
| ------------------------ | -------------- | -------- | ------------- | ------------ | ----- | ---- |
| Kriegerdenkmal 1914–1918 | Errichtet 1920 | (Lage)   | PA33000176    | Inscrit      | 2014  |      |

## Liste der Objekte
| Bezeichnung               | Beschreibung          | Standort                        | Kennzeichnung | Schutzstatus | Datum | Bild |
| ------------------------- | --------------------- | ------------------------------- | ------------- | ------------ | ----- | ---- |
| Glocke                    | Bronze, 1759 gegossen | in der Kirche Notre-Dame (Lage) | PM33000489    | Classé       | 1942  |      |
| Skulptur Madonna mit Kind | Stein, 1671           | in der Kirche Notre-Dame (Lage) | PM33000488    | Classé       | 1941  |      |